# НК Радомле
Футболен клуб „Радомле“ (на словенски: Nogometni klub Radomlje) или просто „Радомле“ е футболен клуб от едноименното село в Словения.
Основан е през 1972 година. Домакинските си срещи играе на стадион „Шпортни парк“ в Домжале, с капацитет 2813 места, тъй като стадионът не съответства на изискванията на Словенския футболен съюз. Официален спонсор е фирмата Kalcer.

## История на имената на клуба
| Години      | Име                            |
| 1972 – 1993 | НК Радомле NK Radomlje         |
| 1993 – ?    | НК Радомле Доб NK Radomlje Dob |
| ? –         | НК Радомле NK Radomlje         |

## Успехи
Словения
- Словенска първа лига:
  - 6-о място (1): 2021/22
- Словенска втора лига:
  -  Шампион (2): 2015/16, 2020/21
- Словенска трета лига:
  -  Шампион (2): 1991/92, 2010/11
- Словенска четвърта лига:
  -  Шампион (1): 2002/2003
- Купа на Словения:
  - 1/2 финалист (1): 2019/20

 Югославия
- Републиканска купа:
  -  Финалист (1): 1975/76